# Mecodinops fusifera
Mecodinops fusifera är en fjärilsart som beskrevs av Walker 1865. Mecodinops fusifera ingår i släktet Mecodinops och familjen nattflyn. Inga underarter finns listade i Catalogue of Life.